# 查禁目錄

《查禁目錄》雜誌2010年第二期封面。

查禁目錄（Index on Censorship）是一個推廣表達自由的活動出版組織，位於英國倫敦的總部同時也發行相同名稱的季刊。《查禁目錄》目前的執行長是身兼作家、主持人和評論員的約翰‧坎夫納（John Kampfner），他在1998年就職，曾任英國《新政治家》（New Statesman）週刊編輯。《查禁目錄》目前的編輯是前英國國家廣播公司（BBC）廣播新聞工作者喬·格蘭維爾（Jo Glanville）。
組織由非營利機構「作家與學者國際公司」（Writers and Scholars International Ltd，WSI）和英國註冊慈善團體「查禁目錄」（創立時為「作家與學者教育信託」（Writers and Scholars Educational Trust））共同運作，兩個組織的主席皆為在英國身兼作家、廣播主持人的強納森·汀伯白（Jonathan Dimbleby）。作家與學者國際公司是由詩人斯蒂芬·斯潘德、牛津大學哲學家史都華·漢姆斯菲爾（Stuart Hampshire）、《觀察家報》編輯大衛·阿斯托（David Astor）和蘇聯專家愛德華·克芮恩克肖（Edward Crankshaw）共同創辦。《查禁目錄》最早的編輯是評論員兼翻譯員的麥可·史干莫（Michael Scammell，任職期間為1972年－1983年），目前他依舊與查禁目錄合作。

## 資料來源
1. ↑  Index on Censorship (2009). "Annual Report 2008-9"

## 外部連結
- 官方网站
- 查禁目錄的X（前Twitter）